# اتودسک لند دسکتاپ
اتودسک لند دسکتاپ (به انگلیسی: Autodesk Land Desktop) نرم‌افزار طراحی به کمک رایانه هست که برای استفادهٔ مهندسان عمران و نقشه بردار کاربرد دارد و برای مدل‌سازی سه‌بعدی و ترسیم مسیر راه کاربرد دارد.

## قابلیت‌ها
- قابلیت وارد نمودن و ویرایش نقاط
- طراحی و ترسیم انواع قوسها شامل قوسهای دایره ساده، قوس دایره مرکب، قوس کلوتوئید و...
- طراحی پلان مسیر و تشکیل جدول پیاده‌سازی آن.
- مدیریت قطعات ملکی
- ایجاد مدل رقومی زمین و ترسیم منحنی‌های میزان.
- مقطع برداری از روی یک سطح
- محاسبه حجم عملیات خاکی بین دو سطح.
- بر چسب گذاری عوارض و...

از انجایی نرم‌افزار Autodesk Land در محیط Autocad اجرا می‌شود تمام قابلیت‌های نرم‌افزار Autocad را نیز دارد.
دو برنامه الحاقی Autodesk civil design و Autodesk Survey که می‌توانند پس از نصب برنامه اصلی نصب گردند، توانایی برنامه اصلی را در زمینه اخذ و پردازش داده‌های نقشه برداری، راه‌سازی و محاسبات هیدرولوژی افزایش می‌دهند.

محیط نرم‌افزار Land Desktop

## نرم‌افزار Autodesk civil design
امکان ترسیم پروفیل طولی، طراحی خط پروژه، ترسیم مقاطع عرضی، محاسبه حجم‌ها عملیات خاکی، ترسیم منحنی بروکنر، طراحی خط لوله و کانال، شیب بندی زمین و محاسبات هیدرولوژی را فراهم می‌سازد.

## نرم‌افزار Autodesk Survey
امکان وارد کردن داده‌های نقشه برداری یرداشت شده از طریق توتال استیشن‌ها و سایر ابزار جمع‌آوری داده، سرشکنی انواع پیمایش‌ها و سرشکنی شبکه‌های نقشه برداری به روش کمترین مربعات را فراهم می‌سازد.